# Мелсо
Мелсо (ест. Melso), також Тереховщино — село в Естонії, входить до складу волості Меремяе, повіту Вирумаа.